# Seo Hyang-soon
Seo Hyang-soon (kor. 서향순; ur. 8 lipca 1967) – koreańska łuczniczka, mistrzyni olimpijska, medalistka mistrzostw świata drużynowo. Startowała w konkurencji łuków klasycznych.
Największym jej osiągnięciem jest złoty medal igrzysk olimpijskich w Los Angeles w 1984 roku w konkurencji indywidualnej.